# Caribou River Provincial Park
Caribou River Provincial Park (tidigare Caribou River Park Reserve) är en provinspark i Manitoba i Kanada.  Den ligger i norra delen av provinsen.